# Naderbauernalm
Die Naderbauernalm (auch: Weidenaualm) ist eine Alm in Grassau.

## Bauten
Der Naderkaser wurde 1900 errichtet, 1925 erfolgte ein Ausbau. Das Erdgeschoss ist aus Naturstein gemauert, ab dem Kniestock wurde überleistet verbrettert. Der Eingang ist über beide Giebelseiten möglich, vor dem Nordgiebel befindet sich eine schlichte Bohlenfläche, die mit Brettern umfriedet ist.

## Heutige Nutzung
Die Naderbauernalm ist bestoßen.

## Lage
Die Naderbauernalm befindet sich im Gebiet der Grassauer Almen südöstlich von Groß- und Kleinstaffen auf einer Höhe von 1060 m ü. NN. In direkter Nachbarschaft befinden sich die Staffnalm, die Maieralm und die Fahrnpointalm.